# 務台俊介
務台 俊介（1956年7月3日—）是日本的政治人物、行政學者、自由民主黨所屬的衆議院議員（第4屆）、環境副大臣兼內閣府副大臣，性別男性。
此外，他事前總務省官員、前內閣府大臣政務官兼復興大臣政務官和神奈川大學法學院自治行政學系前教授，本名（嚴格來說戶籍上的標記）是務䑓俊介。

## 政策和主張
父親丈彥出生於長野縣南安陰郡三鄉村（現安陰野市），父親丈彥是教師，在梓川中學校長退休後擔任了豐科近代美術館館長等職務。 
长野县松本深石高中毕业后，1980年毕业于东京大学法学部（ Katsumi Nishio ）  ，曾任日本自治省（财政局半公营企业办公室、大臣办公室）事务司）  。加入内务省后，除在原内务省工作外，还曾在广岛县地域整备课、外务省经济合作局等工作。 1988财务课总务科助理科长1990 年群马县厅长1992 年 1992 年内政部公务员课福利课科长助理1993 年7 月 内政部财政局科长助理1994 年4 月 内政部县税课助理科长1995 年1 月 内政省企划课科长同年 6 月 内政省企划课科长1997 年内政省总务课科长1998 年茨城县总务科副科长2000年 内政省总务司长被任命为地方分权推进委员会总务室企划室长兼总务室长2001 年消防厅防灾科科长、科长2004 年安全理事会秘书处部长, 民政财政部局协调 处 处长 .
2006年成为总务省大臣官邸顾问。同年春天，以律师永田常春为代表的新长野县政府联络会议要求他参加今年的长野县知事选举，但遭到拒绝 。
2007年，担任地方当局国际关系委员会伦敦办事处主任，并于2008年退休   。
在2009年8月30日的第45届众议院大选中，他从长野二区竞选自民党官认和公明党推荐，但以大比分败给在任的下城满（民主党官认和人民新党的推荐）并被拒绝。
2010年4月至今神奈川大学法学部自治学部教授（现退休）
2012年12月16日舉行的第46屆衆議院議員總選中，長野二區再次以自民黨公薦、公明黨的推薦參加競選，擊敗上次敗北的下條等人首次當選。  .
2014年12月14日第47屆日本衆議院議員總選中，長野2區再次當選（第2屆），2016年8月起在第3次安倍第2次改組內閣中擔任內閣府大臣政務官（海洋政策·領土問題、行政改革、規章制度改革、消費者·食品安全、死因查明等）兼復興大臣政務官。
在2017年10月22日的第48屆衆議院議員總選中，雖然在長野2區敗給了下條，但在比例北陸信越當選（第3屆）。  。
2021年3月，他参加了由自民党志愿者成立的“争取早日实现选择性婚姻党议会制的全党议会联盟”，并成为该联盟的书记 。
2021年10月31日，在第49届众议院议员大选中，他再次输给了由立宪民主党参选的下条，但以比例恢复连任4届。

## 宗教

### 宪法
- 关于修宪问题，他在2012年每日新闻调查问卷[16]中回答“是”。在 2014 年朝日新闻调查问卷[17]中回答“是”。在 2017 年朝日新闻的问卷调查中，他回答“我也不能说” [18] 。

- 关于第9条宪法修正案，他在2014年每日报纸问卷调查中回答“是” [19] 。在 2017 年每日新闻调查问卷中，他回答说：“应该修改它以明确自卫队的作用和限制。” [20]

- 2014年7月1日，政府通过内阁会议决定改变对宪法的常规解释，允许行使集体自卫权。 [21]针对是否评估这一内阁决定的问题，他在朝日新闻同年的一份调查问卷中回答“高度评价” [17] 。在回答他是否赞成行使集体自卫权的问题时，他在同年《每日新闻》的问卷调查中回答“是” [19] 。

### 外交与安全
- 关于普天间基地的搬迁问题， 2012年每日新闻社的调查中，他回答说“应该搬迁到名护市边野古” [16] 。

- 在回答“您对政府将尖阁诸岛国有化表示赞赏吗？”的问题时，他在2012年每日新闻调查问卷中回答了“评价” [16] 。

- 对于承认前日军参与慰安妇事件的“河野声明”的审查讨论，2014年每日新闻社调查回答应“需要重新審視” [19] 。

- 在 2017 年的调查问卷中，他们回答说他们将“评估”安全相关法律的制定[18] 。

### 其他
- 关于引入选择性婚姓制度，在2017年的一份问卷中，他们回答说“相当反对” [18] 。

- 对于允许同性婚姻的法律的修改，他在2017年的一份调查问卷中回答说他“相当反对” [18] 。

- 针对“您认为日本需要核电站吗？”的问题，他在 2014 年《每日新闻》的问卷调查中回答“有必要” [19] 。

- 关于安倍经济学，他们在 2014 年和 2017 年《每日新闻》的问卷调查[19] [20]中回答了“评估”。

- 关于首相参拜靖国神社，他在2014年和2017年的问卷调查中回答“我也不能说” [17] [18] 。

- 关于安倍内阁对森友学园问题和挂学园问题的回答，2017年的问卷回答“我也不能说” [18] 。

- 在回答“你能信任唐纳德·特朗普总统吗？”的问题时，他在 2017 年 Mainichi Newspapers 调查[20]中回答了“可靠”。

- 支持修改《健康促进法》 ，以防止二手烟为目的，原则上禁止在饭店等建筑物内吸烟[22] 。

## 丑闻和批评
- 2016年3月17日，在国会召开的“打破东京都集中的议会联盟”会议上，关于人口集中的东京都市区候补儿童的措施问题，他表示：“东京如果你让一切变得方便，你会越来越多地来东京抚养孩子。在某种程度上，去东京既昂贵又不方便，除非你说它没用。” [23]
- 2016年9月10日，2016年9月1日，我作为内阁府政务次官兼重建政务次官访问岩手县岩泉町（ 10号台风灾区）时，被捎带上了灾难现场的水坑。他为穿越現場[24]表示歉意。同月 12 日，他说，“我很遗憾这不合适”，并表示他“深感遗憾”，他没有穿上靴子。 [25]
- 在大約半年後的2017年3月8日舉行的政治資金聚會上，他寫道：聽說發生了靴子事件，之後政府方面對各省政府擁有的靴子進行了大力整頓。也許長靴行業因此而賺了不少錢。今天，沒有叫靴子行業人士參加聚會"，受到內閣官房長官菅義偉嚴重警告,認爲聚會不合適. [26]他于次日[27]提交了内阁府议会副大臣的辞职，并于次日10日辞职（继任者长坂康正） [28] 。

## 隶属关系/议会联盟
- 他定期参加松本市佛教宗教团体的月会[29] [30] 。

### 编辑并撰写
- Keiji Furuya, Masatoshi Ishida, Shunsuke Mutai, 《了解《消防队基本法》》 2015 现代消防局ISBN 978-4-421-00864-7
- Leo Bosnar ， Sadatoshi Koike ， Yuuji Kumamaru ，由 Shunsuke Mutai 编辑，“质疑 3.11 之后的日本危机管理” 2013 Koyo Shobo ISBN 978-4-7710-2420-5

### 监督
- 监制江藤诚四郎、丸川玉代、武泰俊介“Now”Mountain Day“Established-Mountain Day”假期问题 2014 Shoen Shinsha ISBN 978-4-88375-171-6

## 脚注
- 自民党议会防止二手烟联盟（干事） [31]
- PT（秘书长）关于制定自民党议会联盟区域综合防灾发展促进法[31]
- 自民党议会看护福利同盟（副秘书长） [31]
- 自行车利用促进议会联盟（自行车利用PT的副秘书长兼副主席） [31]
- 议会联盟（副秘书长）在合并重新计算完成后实现新的财政支持措施[31]
- 保护日本尊严和国家利益协会（秘书） [32]
- 思考日本未来的学习会[33]
- TPP谈判中保护国家利益的会议
- 议会联盟（秘书）尽早实现选择性婚姻制度

## 相关项目
- Hiroshi Matsumori - Takeda Teva Pharma总裁兼首席执行官，该公司是武田制药有限公司的合资企业。长野县松本深志高中同学，“武泰俊介鼓励会”发起人[34]
- 熊谷慎太郎-“熊谷矶法事务所”主任（律师）。和松森一样，是武泰俊介高中的同学，也是“武泰俊介鼓励会”的发起人[34]

Template:脚注ヘルプ
1. ↑  平成29年中央選挙管理会告示第26号（平成29年10月27日官報）
2. ↑  「父を偲んで」～3月6日葬儀を終えて～ （页面存档备份，存于） むたい俊介オフィシャルサイト - 理念・政策・メッセージ（2013年3月10日）
3. ↑  後藤新平と信濃木崎夏期大学～隠された無形教育遺産～ 務台俊介 （页面存档备份，存于） アゴラ 言論プラットフォーム
4. ↑  『全国官公界名鑑』同盟通信社、2002年2月発行、83ページ
5. ↑  . 読売新聞・東京朝刊・長野. 2006-05-21: 31. - ヨミダス歴史館にて閲覧
6. ↑  .   [2022-07-30]. （原始内容存档于2022-07-16）.
7. ↑  「務台 俊介 (むたい しゅんすけ)」 （页面存档备份，存于）第３次安倍第２次改造内閣 大臣政務官名簿
8. ↑  「務台 俊介（むたい しゅんすけ）」 （页面存档备份，存于）時事通信
9. ↑   (PDF). 長野県選挙管理委員会.   [2012-12-17]. （原始内容存档 (PDF)于2013-06-02）.
10. ↑  .   [2022-07-30]. （原始内容存档于2022-07-30）.
11. ↑  第３次安倍第２次改造内閣 大臣政務官名簿 （页面存档备份，存于） 首相官邸
12. ↑  .   [2022-07-30]. （原始内容存档于2022-06-21）.
13. ↑  .   [2022-07-30]. （原始内容存档于2021-08-20）.
14. ↑  . 衆議院選挙2021特設サイト. NHK.   [2021-11-01]. （原始内容存档于2021-10-27）.
15. ↑  . 衆議院選挙（2021年総選挙）特設サイト. 朝日新聞社.   [2021-11-18]. （原始内容存档于2021-11-18）.
16. 1 2 3  . 2012衆院選. 毎日新聞社.   [2022-05-19]. （原始内容存档于2022-05-20）.
17. 1 2 3  . 朝日・東大谷口研究室共同調査 - 2014衆院選. 朝日新聞社.   [2022-05-19]. （原始内容存档于2022-08-13）.
18. 1 2 3 4 5 6  . 2017衆院選 候補者アンケート（朝日・東大谷口研究室共同調査）. 朝日新聞社.   [2022-05-19]. （原始内容存档于2022-05-20）.
19. 1 2 3 4 5  . 2014衆院選. 毎日新聞社.   [2022-05-19]. （原始内容存档于2020-08-15）.
20. 1 2 3  . 毎日新聞社.   [2022-05-19]. （原始内容存档于2020-10-23）.
21. ↑  . 日本経済新聞. 2014-07-01  [2022-05-19]. （原始内容存档于2022-05-19）.
22. ↑  . 衆議院議員 むたい俊介オフィシャルサイト（長野2区、自民党、務台俊介）. 2017-06-04  [2021-10-21]. （原始内容存档于2021-10-20）.
23. ↑  . 東京新聞. 2016-03-18  [2016-03-18]. （原始内容存档于2016-03-18）.
24. ↑  . 読売新聞. 2016-09-10  [2016-09-10]. （原始内容存档于2016-09-11）.
25. ↑  . 朝日新聞. 2016-09-12  [2016-09-12].[]
26. ↑  . 朝日新聞. 2017-03-09  [2017-03-09]. （原始内容存档于2020-09-26）.
27. ↑  . 時事通信. 2017-03-09  [2017-03-09]. （原始内容存档于2017-03-12）.
28. ↑  務台政務官辞任を決定＝菅官房長官「国民におわび」 （页面存档备份，存于） - 時事ドットコム 2017年3月10日
29. ↑  .   [2022-07-30]. （原始内容存档于2022-07-30）.
30. ↑  活動報告 2013年8月 （页面存档备份，存于）、活動報告 2013年5月 （页面存档备份，存于）、活動報告 2013年3月 （页面存档备份，存于）、>活動報告 2012年9月 （页面存档备份，存于）、活動報告2009年11月 （页面存档备份，存于）等
31. 1 2 3 4 5  . 衆議院議員 むたい俊介オフィシャルサイト（長野2区、自民党、務台俊介）.   [2021-10-21]. （原始内容存档于2022-07-16）.
32. ↑  .   [2022-07-30]. （原始内容存档于2020-11-25）.
33. ↑  . 【議員連盟】日本の未来を考える勉強会.   [2020-09-22]. （原始内容存档于2022-07-30） （日语）.
34. 1 2   (PDF).   [2022-07-30]. （原始内容存档 (PDF)于2022-07-30）.

- 恶魔的第二年

- 衆議院議員 むたい俊介オフィシャルサイト
- 目黒川の畔にて（むたい俊介個人ブログ） （页面存档备份，存于）
- 務台俊介的X（前Twitter）
- 務台俊介的Facebook專頁
- YouTube上的むたい俊介 衆議院議員 務台俊介頻道